# Gaude, mater Polonia
Gaude Mater Polonia (hrv. Raduj se, majko Poljsko, polj. Raduj się, matko Polsko) bila je jedna od najznačajnijih srednjovjekovnih poljskih himni. Napisana je na latinskom između 13. i 14. stoljeća u spomen na sv. Stanislava, krakovskoga biskupa. Poljski vitezovi pjevali su himnu nakon pobjede u bitci, vjerojatno na jednu od gregorijanskih melodija povezanih s euharistijskim psalmom O Salutaris Hostia na kojem se temelji. Državna himna je Kraljevine Poljske i Poljsko-Litavske Unije.

## Povijest
Himna je nastala 1253. godine, zajedno s kanonizacijom Stanislava Krakovskoga 8. rujna u Asizu. Stanislav je umro mučeničkom smrću 11. travnja 1079. godine. Autor himne je prvi poljski skladatelj u povijesti glazbe poznat po imenu Vincent iz Kielcze, dominikanac, kanonik i kapelan. Dugo je bio pogrešno nazivan Vincentom iz Kielcze, a napisao je pjesmu u spomen na kanonizaciju svetoga Stanislava. Pretpostavlja se da je praizvedba skladbe održana 8. svibnja 1254. godine, tijekom svečanosti kanonizacije u Krakowu.
Vincent je odlučio opisati život i djela biskupa Stanislava te čudesa koja su se dogodila nakon njegove smrti, a o kojima se pričalo gotovo dva stoljeća. Legenda kaže da su se dijelovi tijela svetoga Stanislava, nakon što je raskomadano, čudesno ovezali ponovno oblikujuči cijelo tijelo, dok su orlovi kružili nebom.
Tijekom godina, Gaude Mater Polonia konačno je postala kraljevskom himnom Kraljevine Poljske. Himna je postala dio poljske tradicije i povijesti, pjevala se tijekom krunidbe poljskoga kralja, kraljevskih vjenčanja, kao i tijekom proslave pobjede Ivana III. Sobieskog u Opsadi Beča 1683. godine. Kraljevi i vojni zapovjednici zahvaljivali su za svoje uspjehe pjevanjem himne nakon bitke. Melodija je popularna gotovo 750 godina, u kojem je od tada postala ključni dio poljske kulture. Danas se pjeva na većini sveučilišta, kao i za vrijeme važnih državnih praznika.

## Glazba
S glazbenoga gledišta, Gaude Mater Polonia ima jedinstvenu melodijsku liniju koja ne nalikuje nijednoj poznatoj u inim latinskim himnama. Njena melodija ima simetričnu strukturu, lučnog ili gudalnog tipa, što je čini melodijom svojstvenom za narodne pjesme. Ima presretan, ali ponosan karakter. Neki izvori kažu da je nadahnuće za melodiju bila himna sv. Dominiku, Gaude Mater Ecclesia (Raduj se, majko Crkvo), koja vuče korijene od talijanskih dominikanaca. Iako više nije državna himna Poljske, često prati svečanosti nacionalna i vjerskoga značaja.

## Tekst
| Latinski                    | Poljski                               | Hrvatski                                 |
| Gaude Mater Polonia         | O ciesz się, Matko-Polsko             | Raduj se, majko Poljsko                  |
| Gaude mater Polonia,        | O ciesz się, Matko-Polsko, w sławne   | Raduj se, o majko Poljsko,               |
| prole fæcunda nobili.       | Potomstwo płodna! Króla królów        | Bogata plemenitim potomstvom.            |
| Summi Regis magnalia        | I najwyższego Pana wielkość           | Predana najvišem kralju.                 |
| laude frequenta vigili.     | Uwielbiaj chwałą przynależną.         | Obožavana neprestanim hvaljenjem.        |
|                             |                                       |                                          |
| Cuius benigna gratia        | Albowiem z Jego łaskawości            | Jer Njegovom dobroćudnom milošću         |
| Stanislai Pontificis        | Biskupa Stanisława męki               | Muke biskupa Stanislava,                 |
| passionis insignia          | Niezmierne, jakie on wycierpiał,      | tako velik, kojeg je pretrpio            |
| signis fulgent mirificis.   | Jaśnieją cudownymi znaki.             | Zasjana čudesnim znakovima.              |
|                             |                                       |                                          |
| Hic certans pro iustitia,   | Potykał się za sprawiedliwość,        | Ovdje se bori za pravdu,                 |
| Regis non-cedit furiæ:      | Przed gniewem króla nie ustąpił:      | Nije pokleknuo pred kraljevim gnjevom:   |
| Stat pro plebis iniuria     | I staje żołnierz Chrystusowy          | I stoji Kristov vojnik,                  |
| Christi miles in acie.      | Za krzywdę ludu sam do walki.         | Sam da se bori za nesreću naroda.        |
|                             |                                       |                                          |
| Tyranni truculentiam,       | Ponieważ stale wypominał              | Jer je stalno podsjećao,                 |
| Qui dum constanter arguit,  | On okrucieństwo tyranowi,             | Tiranin svoje brutalnosti,               |
| Martyrii victoriam          | Koronę zdobył męczennika,             | Stekao je vijenac mučenika,              |
| Membratim cæsus meruit.     | Padł posiekany na kawałki.            | I pao raščetvoren na komade.             |
|                             |                                       |                                          |
| Novum pandit miraculum      | Niebiosa nowy cud zdziałały,          | Nebesa su učinila novo čudo,             |
| Splendor in sancto ceritus, | Bo mocą swą Niebieski Lekarz          | Za Nebeskog Liječnika Njegovom moći      |
| Redintegrat corpusculum     | Poćwiartowane jego ciało              | Mučenikovo raščetvoreno tijelo           |
| Sparsum cælestis medicus.   | Przedziwne znowu w jedno złączył.     | Još jednom čudesno spojeni u cjelinu.    |
|                             |                                       |                                          |
| Sic Stanislaus pontifex     | Tak to Stanisław biskup przeszedł     | Tako je ušao biskup Stanislav            |
| Transit ad caeli curiam,    | W przybytki Króla niebieskiego,       | U dvor Nebeskog Kralja,                  |
| Ut apud Deum opifex         | Aby u Boga Stworzyciela               | Da bude uz Boga Stvoritelja              |
| Nobis imploret veniam.      | Nam wyjednać przebaczenie.            | Moli oprost za nas.                      |
|                             |                                       |                                          |
| Poscentes eius merita,      | Gdy kto dla zasług jego prosi,        | Kad god tko njegovim zaslugama zagovara, |
| Salutis dona referunt:      | Wnet otrzymuje zbawcze dary:          | Uskoro prima spasonosne darove:          |
| Morte præventi subita       | Ci, co pomarli nagłą śmiercią,        | Oni koji su umrli iznenadnom smrću,      |
| Ad vitae potum redeunt.     | Do życia znowu powracają.             | Povratak u život još jednom.             |
|                             |                                       |                                          |
| Cuius ad tactum anuli       | Choroby wszelkie pod dotknięciem      | Sve bolesti na dodir                     |
| Morbi fugantur turgidi:     | Pierścienia jego uciekają:            | Od njegova prstena bježi:                |
| Ad locum sancti tumuli      | Przy jego świętym grobie zdrowie      | Njegovom svetom milošću zdravlje         |
| Multi curantur languidi.    | Niemocnych wielu odzyskuje.           | Stječu slabi.                            |
|                             |                                       |                                          |
| Surdis auditus redditur,    | Słuch głuchym bywa przywrócony,       | Sluh se vraća nijemom,                   |
| Claudis gressus officum,    | A chromy kroki stawia raźno,          | Dok hromi hrabro koračaju,               |
| Mutorum lingua solvitur     | Niemowom język się rozwiązał,         | Nijemima se razvezuju jezici,            |
| Et fugatur daemonium.       | W popłochu szatan precz ucieka.       | Sotona bježi žurno daleko.               |
|                             |                                       |                                          |
| Ergo, felix Cracovia,       | A przeto szczęsny ty, Krakowie,       | Tako, ti, sretni Krakovu,                |
| Sacro dotata corpore        | Uposażony świętym ciałem,             | Naoružan svetim tijelom,                 |
| Deum, qui fecit omnia,      | Błogosław po wsze czasy Boga,         | Blagoslivljaj u vijeke vjekova Boga,     |
| Benedic omni tempore.       | Który z niczego wszystko stworzył.    | Koji je sve stvorio iz ničega.           |
|                             |                                       |                                          |
| Sit Trinitati gloria,       | Niech Trójcy Przenajświętszej zabrzmi | Slava Trojstvu,                          |
| Laus, honor, iubilatio:     | Cześć, chwała, sława, uwielbienie,    | Pohvala, slava, slavlje, klanjanje,      |
| De Martyris victoria        | A nam tryumfy męczennika              | I neka trijumfi mučenika                 |
| Sit nobis exsultatio.       | Niech wyjednają radość wieczną.       | Pridobiju nam vječno blaženstvo.         |
| Amen                        | Amen                                  | Amen                                     |